# Ґлупянка
Ґлупянка (пол. Głupianka) — село в Польщі, у гміні Колбель Отвоцького повіту Мазовецького воєводства.
Населення — 127 осіб (2011).
У 1975-1998 роках село належало до Седлецького воєводства.

## Демографія
Демографічна структура станом на 31 березня 2011 року:
|          | Загалом | Допрацездатний вік | Працездатний вік | Постпрацездатний вік |
| -------- | ------- | ------------------ | ---------------- | -------------------- |
| Чоловіки | 59      | 7                  | 43               | 9                    |
| Жінки    | 68      | 13                 | 32               | 23                   |
| Разом    | 127     | 20                 | 75               | 32                   |